# Murupeaca pinimatinga
Murupeaca pinimatinga är en skalbaggsart som beskrevs av Martins och Maria Helena M. Galileo 1992. Murupeaca pinimatinga ingår i släktet Murupeaca och familjen långhorningar. Inga underarter finns listade i Catalogue of Life.